# فيليب ريف
فيليب ريف (بالإنجليزية: Philip Reeve)‏ هو رسام توضيحي ومؤلف وكاتب للأطفال وكاتب بريطاني، ولد في 28 فبراير 1966 في برايتون في المملكة المتحدة.

## وصلات خارجية
- الموقع الرسمي
- فيليب ريف على موقع IMDb (الإنجليزية)
- فيليب ريف على موقع قاعدة بيانات الفيلم (الإنجليزية)